# Vehicle Identification Number
 (juillet 2023).
Pour les articles homonymes, voir VIN.

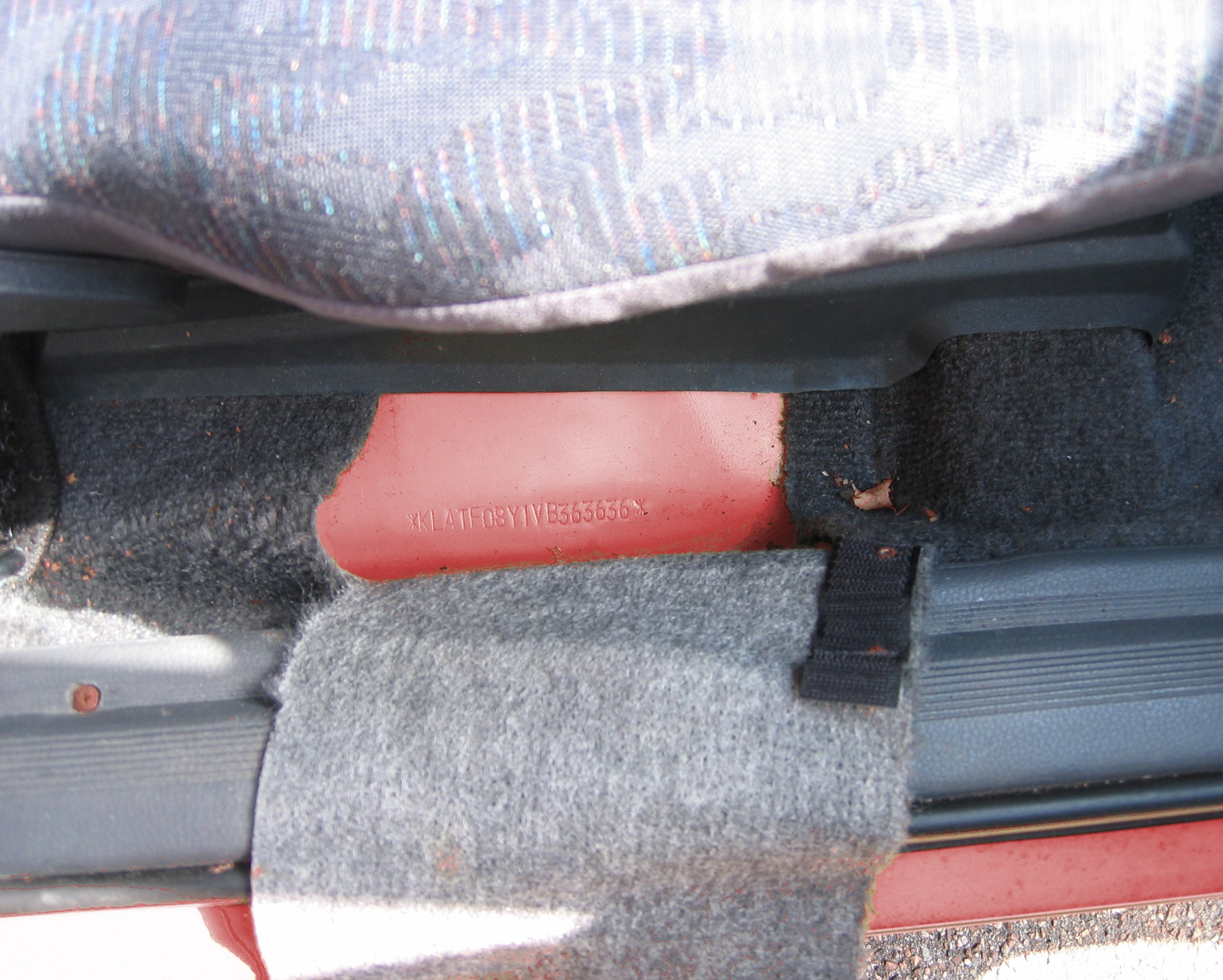
Numéro d'identification du véhicule de la plate-forme GM T à côté du siège du passager

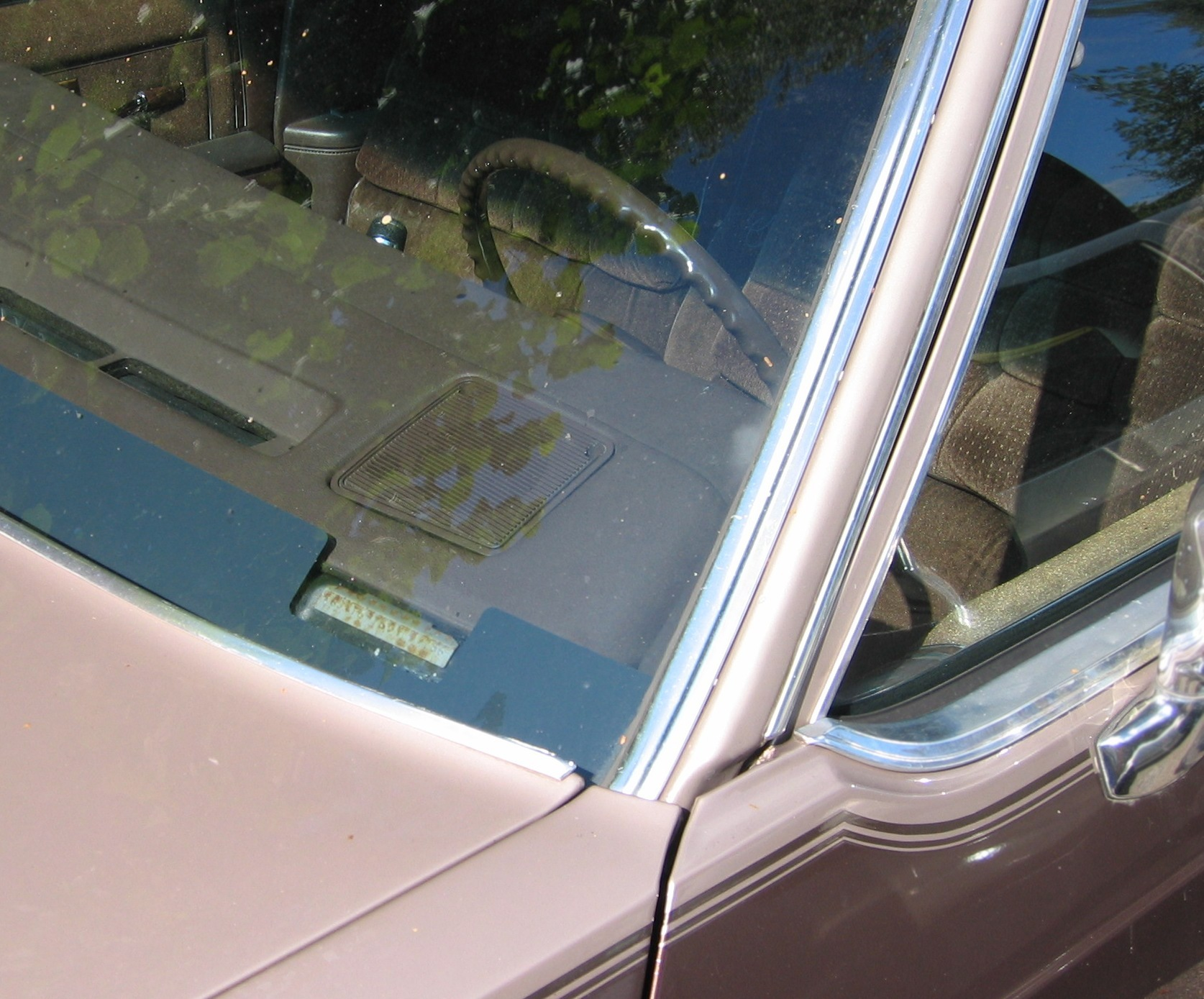
Numéro d'identification du véhicule d'un véhicule États-Unis dans le pare-brise

Le Vehicle Identification Number, « code VIN », appelé également « Numéro d'identification du véhicule », « Numéro dans la série du type » ou encore tout simplement « Numéro de série du véhicule », est un code alphanumérique unique qui est donné à chaque véhicule automobile depuis 1954.
Il est mentionné à l'emplacement (E) sur les certificats d'immatriculations européens. Le VIN est présent au moins deux fois sur chaque véhicule, il est gravé sur la coque, appelé « Frappe à froid sur le châssis » et se retrouve également sur la « Plaque constructeur ». Sur les véhicules récents, il peut apparaître également dans l'ordinateur de bord. Introduit sous une forme non standardisée en 1954 par les constructeurs américains, il a été normalisé en 1981 et comporte 17 caractères.
Lors de chaque contrôle technique, la « Frappe à froid sur le châssis » et la « Plaque constructeur » sont contrôlées, afin de s'assurer que le véhicule présenté est bien celui qui correspond au certificat d'immatriculation.

## Composition du code

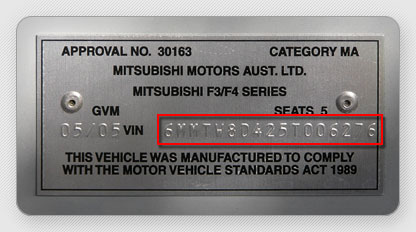
Exemple de Vehicle Identification Number.

Les véhicules qui sont référencés avec des codes VIN sont identifiables par un système basé sur les normes ISO, : ISO 3779:2009 "Véhicules routiers - Numéro d'identification des véhicules (vin) - Contenu et structure." et ISO 3780:2009 "Véhicules routiers - Code d'identification mondiale des constructeurs (WMI)". Quelques différences existent pour la codification des très petites séries.
Composé de 17 caractères (lettres et chiffres), il ne peut contenir les lettres I (i), O (o) ou Q (q) afin d'éviter la confusion avec les chiffres 0 et 1.
| Standard                                                           | 1                     | 2                     | 3                     | 4                       | 5                       | 6                       | 7                       | 8                       | 9                           | 10                  | 11                  | 12                      | 13                      | 14                      | 15                      | 16                      | 17                      |                         |                         |
| ISO 3779                                                           | Code constructeur WMI | Code constructeur WMI | Code constructeur WMI | Code descripteur VDS    | Code descripteur VDS    | Code descripteur VDS    | Code descripteur VDS    | Code descripteur VDS    | Code descripteur VDS        | Code indicateur VIS | Code indicateur VIS | Code indicateur VIS     | Code indicateur VIS     | Code indicateur VIS     | Code indicateur VIS     | Code indicateur VIS     | Code indicateur VIS     |                         |                         |
| Union européenne et Amérique du Nord                               | Code constructeur WMI | Code constructeur WMI | Code constructeur WMI | Composition du véhicule | Composition du véhicule | Composition du véhicule | Composition du véhicule | Composition du véhicule | Code équipement du véhicule | Code année/modèle   | Code véhicule       | Numéro progressif série | Numéro progressif série | Numéro progressif série | Numéro progressif série | Numéro progressif série | Numéro progressif série | Numéro progressif série | Numéro progressif série |
| Union européenne et Amérique du Nord moins de 500 véhicules par an | Code constructeur WMI | Code constructeur WMI | 9                     | Composition du véhicule | Composition du véhicule | Composition du véhicule | Composition du véhicule | Composition du véhicule | Code équipement du véhicule | Code année/modèle   | Code véhicule       | Code constructeur-WMI   | Code constructeur-WMI   | Code constructeur-WMI   | Numéro progressif série | Numéro progressif série | Numéro progressif série |                         |                         |

### Code constructeur-WMI
Les trois premiers caractères concernent l'identification du constructeur, avec le code WMI (pour « World Manufacturer Identifier »). Le WMI est constitué de trois caractères (lettres ou chiffres), attribués par l’autorité compétente du pays dans lequel le constructeur a son siège social, en accord  avec SAE International (Society of Automotive Engineers) située aux États-Unis :  
- Le premier caractère désigne  une zone géographique. Par exemple : 1 pour les États-Unis, 2 pour le Canada, V pour la France ou l'Autriche, Z pour l'Italie, W pour l'Allemagne, etc. ;
- Le deuxième caractère désigne un pays à l'intérieur d'une zone géographique ;
- Le troisième caractère désigne un constructeur spécifique,

Par exemple, pour la zone géographique V qui regroupe l'Autriche, la France, l'Espagne, la Croatie et l'Estonie :
| TRU | AUDI TT                | HONGRIE   |
| VF1 | RENAULT                | FRANCE    |
| VF3 | PEUGEOT                | FRANCE    |
| VF4 | TALBOT                 | FRANCE    |
| VF6 | RENAULT TRUCKS (Volvo) | FRANCE    |
| VF7 | CITROËN                | FRANCE    |
| VF8 | MATRA                  | FRANCE    |
| VFA | ALPINE RENAULT         | FRANCE    |
| VJ1 | HEULIEZ BUS            |           |
| VJ2 | MIA ELECTRIC           |           |
| VPS | MLT-Automotive         | FRANCE    |
| VN1 | OPEL ( Utilitaires )   | FRANCE    |
| VNV | NISSAN (Utilitaires)   | FRANCE    |
| VNK | TOYOTA                 | FRANCE    |
| VR1 | DS AUTOMOBILE          | FRANCE    |
| VR3 | PEUGEOT                | MAROC     |
| VR7 | CITROËN                | FRANCE    |
| VSS | SEAT                   | ESPAGNE   |
| VSX | OPEL                   | ESPAGNE   |
| VS6 | FORD                   | ESPAGNE   |
| VSG | NISSAN                 | ESPAGNE   |
| VSE | Santana Motors         |           |
| VWV | VOLKSWAGEN             | ESPAGNE   |
| WAU | AUDI                   | ALLEMAGNE |
| WBA | BMW                    | ALLEMAGNE |
| WP0 | PORSCHE                | ALLEMAGNE |
| WP1 | PORSCHE SUV            | ALLEMAGNE |
| WVG | VOLKSWAGEN             | ALLEMAGNE |

Un constructeur dont la production est inférieure à 500 véhicules par an utilise le chiffre 9 comme troisième caractère, et les 12e, 13e et 14e caractères pour la seconde partie de l'identification.

### Code descripteur-VDS
Les six caractères médians concernent la description du véhicule, avec le code VDS (pour « Vehicle Descriptor Section »).

### Code indicateur-VIS
Les huit derniers caractères concernent l'identification du véhicule, avec le code VIS (pour « Vehicle Indicator Section »).

#### Code année/modèle
Les véhicules modernes qui sont référencés avec des codes VIN sont identifiables par un système basé sur la norme ISO : ISO 3779:2009 et ISO 3780:2009. Il s'agit d'un code alpha-numérique de 17 caractères. Le Code Année Modèle correspond au dixième caractère,.
| Code | Year |  | Code | Year |  | Code | Year |  | Code | Year |  | Code | Year |  | Code | Year |
| ---- | ---- |  | ---- | ---- |  | ---- | ---- |  | ---- | ---- |  | ---- | ---- |  | ---- | ---- |
| A    | 1980 |  | L    | 1990 |  | Y    | 2000 |  | A    | 2010 |  | L    | 2020 |  | Y    | 2030 |
| B    | 1981 |  | M    | 1991 |  | 1    | 2001 |  | B    | 2011 |  | M    | 2021 |  | 1    | 2031 |
| C    | 1982 |  | N    | 1992 |  | 2    | 2002 |  | C    | 2012 |  | N    | 2022 |  | 2    | 2032 |
| D    | 1983 |  | P    | 1993 |  | 3    | 2003 |  | D    | 2013 |  | P    | 2023 |  | 3    | 2033 |
| E    | 1984 |  | R    | 1994 |  | 4    | 2004 |  | E    | 2014 |  | R    | 2024 |  | 4    | 2034 |
| F    | 1985 |  | S    | 1995 |  | 5    | 2005 |  | F    | 2015 |  | S    | 2025 |  | 5    | 2035 |
| G    | 1986 |  | T    | 1996 |  | 6    | 2006 |  | G    | 2016 |  | T    | 2026 |  | 6    | 2036 |
| H    | 1987 |  | V    | 1997 |  | 7    | 2007 |  | H    | 2017 |  | V    | 2027 |  | 7    | 2037 |
| J    | 1988 |  | W    | 1998 |  | 8    | 2008 |  | J    | 2018 |  | W    | 2028 |  | 8    | 2038 |
| K    | 1989 |  | X    | 1999 |  | 9    | 2009 |  | K    | 2019 |  | X    | 2029 |  | 9    | 2039 |

De A à Y pour les années 2010 à 2030 (les lettres I, O, Q et U ne sont pas présentes) puis de 1 à 9 pour 2031 à 2039.

## Exemples de codes VIN

### Exemple de la Mazda MX-5
Mazda Miata MX5 = vf
- JM Identification du constructeur : JM = Mazda Japon
- 1 Type de véhicule : 1 = automobile, 2 = camion, 3 = MPV
- N Identification du modèle : N = Miata (MX-5)
- A Identification de la génération du modèle :
  - A = première génération (1990 - 1997) ;
  - B = seconde génération (1999 - ...).
- 351 Type de toit :
  - 351 = voiture produite avec toit rigide et toit souple noir ou Speedster edition 1997 ;
  - 352 = voiture produite sans toit rigide avec toit souple noir ;
  - 353 = voiture produite avec ou sans toit rigide avec toit souple tan.
- 2 Numéro de validation seulement.
- L Année de production du véhicule :
  - L = 1990, M = 1991, N = 1992, P = 1993, R = 1994, S = 1995, T = 1996, V = 1997, X = 1999, etc.
- 0 Usine de production : 0 = Hiroshima, 1 = Hofu.
- 100014 Numéro incrémental dont le premier chiffre représente néanmoins l'année du véhicule : 1 = 1990 et 1999, 2 = 1991, 3 = 1992, 4 = 1993, 5 = 1994, 6 = 1995, 7 = 1996 et 1997, etc.

### Exemple de Ferrari
Ferrari, code VIN : ZFF*abcdef*000000

#### a = moteur
- A - 308 2-soupapes injection essence (États-Unis)
- B - 308 2-soupapes carburateur wet sump (Europe)
- C - 308 2-soupapes carburateur dry sump (Europe) - 328 (Europe)
- D - 512 Boxer carburateur
- E - 400 V-12 injection
- F - 348 (États-Unis/Japon)
- G - 308 2-soupapes carburateur (États-Unis/Japon) -  F40 (Europe)
- H - 308 2-soupapes injection (Europe)
- J - 512 Boxer injection
- K - 208 Turbo (Europe) - 348 (Europe)
- L - 512 TR (Europe) - 308 4-soupapes (Europe)
- M - 308 4-soupapes (États-Unis 1993)
- N - F40 (États-Unis)
- P - 288 GTO - F355
- R - 348 (États-Unis)
- S - Testarossa (États-Unis/Japon) - 456
- T - Testarossa (Europe)
- U - 308 4-soupapes (États-Unis 1984-1985)
- V - 512M
- W - 328 (Europe)
- X - 328 (États-Unis/Japon)
- Y - 412 V-12
- Z - 550 Maranello

#### b = ceintures de sécurité
- A avant 3-points inertie
- B avant 3-points inertie ; arrière 3-points sans inertie
- C avant 3-points inertie ; arrière 2-points inertie
- D avant 3-points inertie ; arrière 3-points inertie
- G système passif
- P avant 3-points inertie et air bags ; arrière inertie
- M système passif
- N système passif automatique
- R avant 3-points inertie et air bags

#### cd = modèle
- 02 - 308 GTBi
- 03 - 308 GTB
- 04 - 308 GTS
- 05 - 512 BB
- 06 - 400i automatic
- 07 - 400i 5-speed
- 08 - Mondial
- 09 - 512BBi
- 10 - 208 Turbo (B)
- 11 - 208 Turbo (S)
- 12 - 308 GTB Quattrovalvole
- 13 - 308 GTS Quattrovalvole
- 14 - Mondial Quattrovalvole Coupe
- 15 - Mondial Quattrovalvole Cabriolet
- 16 - 288 GTO
- 17 - Testarossa
- 19 - 328 GTB
- 20 - 328 GTS
- 21 - 3.2 Mondial Coupe
- 24 - 412 automatic
- 25 - 412 5-speed
- 26 - 3.2 Mondial Cabriolet
- 27 - GTB Turbo
- 32 - Mondial T Coupe
- 33 - Mondial T Cabriolet
- 34 - F40
- 35 - 348 B
- 36 - 348 S
- 40 - F512M
- 41 - F355 Berlinetta
- 42 - F355GTS
- 43 - 348 Spider
- 44 - 456 GT
- 48 - F355 Spider
- 49 - 550 Maranello

#### e = marché de destination
- A - États-Unis (volant à gauche)
- B - Europe (volant à gauche)
- C - UK (volant à droite)
- D - Australie (volant à gauche)
- J - autres (volant à droite)
- S - autres (volant à droite)
- T - Moyen-Orient (volant à gauche)

#### f = usine de fabrication
- 0 - Maranello, Italie

Selon le Ferrari Club of America's.

### Exemple de la Fiat Uno
La Fiat Uno a été fabriquée en Italie, Pologne, Argentine, Turquie et est toujours fabriquée au Brésil et au Pakistan. En fonction du pays dans lequel elle est produite, elle porte le code suivant :
- Italie : ZFA*146000* winners 05 ;
- Pologne : SUF*146000* ;
- Argentine : 8AF*146000* ;
- Turquie : NRT*146000* ;
- Brésil : 9BD*146000*.